# Кубок Англії з футболу 1986—1987
Кубок Англії з футболу 1986—1987 — 106-й розіграш найстарішого футбольного турніру у світі, Кубка виклику Футбольної Асоціації, також відомого як Кубок Англії.

## Перший раунд
| Дата                      | Господарі               | Рахунок | Гості                   |
| ------------------------- | ----------------------- | ------- | ----------------------- |
| 15 листопада              | Йорк Сіті               | 3:1     | Кру Александра          |
| 15 листопада              | Рексем                  | 2:1     | Гартліпул Юнайтед       |
| 15 листопада              | Вудфорд Таун            | 0:1     | Лейтон Орієнт           |
| 15 листопада              | Вокінг                  | 1:1     | Челмсфорд Сіті          |
| 17 листопада Перегравання | Челмсфорд Сіті          | 2:1     | Вокінг                  |
| 15 листопада              | Віган Атлетік           | 3:1     | Лінкольн Сіті           |
| 15 листопада              | Вітбі Таун              | 2:2     | Донкастер Роверз        |
| 18 листопада Перегравання | Донкастер Роверз        | 3:2     | Вітбі Таун              |
| 15 листопада              | Веллінг Юнайтед         | 1:1     | Мейдстоун Юнайтед       |
| 24 листопада Перегравання | Мейдстоун Юнайтед       | 4:1     | Веллінг Юнайтед         |
| 15 листопада              | Вілдстоун               | 1:1     | Свонсі Сіті             |
| 24 листопада Перегравання | Свонсі Сіті             | 4:1     | Вілдстоун               |
| 15 листопада              | Волсолл                 | 2:0     | Честерфілд              |
| 15 листопада              | Тон Пентре              | 1:4     | Кардіфф Сіті            |
| 15 листопада              | Телфорд Юнайтед         | 3:0     | Бернлі                  |
| 15 листопада              | Спеннімур Юнайтед       | 2:3     | Транмер Роверз          |
| 15 листопада              | Саутенд Юнайтед         | 4:1     | Хейлзовен Таун          |
| 15 листопада              | Слау Таун               | 1:1     | Богнор Ріджіс Таун      |
| 18 листопада Перегравання | Богнор Ріджіс Таун      | 0:1     | Слау Таун               |
| 15 листопада              | Сканторп Юнайтед        | 2:0     | Саутпорт                |
| 15 листопада              | Ранкорн                 | 1:1     | Бостон Юнайтед          |
| 19 листопада Перегравання | Бостон Юнайтед          | 1:2     | Ранкорн                 |
| 15 листопада              | Престон Норт-Енд        | 5:1     | Бері                    |
| 15 листопада              | Порт Вейл               | 1:0     | Стаффорд Рейнджерс      |
| 15 листопада              | Нанітон Боро            | 0:3     | Рочдейл                 |
| 15 листопада              | Ноттс Каунті            | 1:1     | Карлайл Юнайтед         |
| 18 листопада Перегравання | Карлайл Юнайтед         | 0:3     | Ноттс Каунті            |
| 15 листопада              | Мідлсбро                | 3:0     | Блекпул                 |
| 15 листопада              | Кеттерінг Таун          | 0:3     | Джиллінгем              |
| 15 листопада              | Герефорд Юнайтед        | 3:3     | Фулгем                  |
| 24 листопада Перегравання | Фулгем                  | 4:0     | Герефорд Юнайтед        |
| 15 листопада              | Галіфакс Таун           | 1:1     | Болтон Вондерерз        |
| 18 листопада Перегравання | Болтон Вондерерз        | 1:1     | Галіфакс Таун           |
| 24 листопада Перегравання | Галіфакс Таун           | 1:3     | Болтон Вондерерз        |
| 15 листопада              | Фріклі Атлетік          | 0:0     | Олтрінгем               |
| 18 листопада Перегравання | Олтрінгем               | 4:0     | Фріклі Атлетік          |
| 15 листопада              | Фарнборо                | 0:4     | Свіндон Таун            |
| 15 листопада              | Ексетер Сіті            | 1:1     | Кембридж Юнайтед        |
| 19 листопада Перегравання | Кембридж Юнайтед        | 2:0     | Ексетер Сіті            |
| 15 листопада              | Дартфорд                | 1:1     | Енфілд                  |
| 18 листопада Перегравання | Енфілд                  | 3:0     | Дартфорд                |
| 15 листопада              | Чорлі                   | 1:1     | Вулвергемптон Вондерерз |
| 18 листопада Перегравання | Вулвергемптон Вондерерз | 1:1     | Чорлі                   |
| 24 листопада Перегравання | Чорлі                   | 3:0     | Вулвергемптон Вондерерз |
| 15 листопада              | Честер Сіті             | 1:1     | Ротергем Юнайтед        |
| 17 листопада Перегравання | Ротергем Юнайтед        | 1:1     | Честер Сіті             |
| 24 листопада Перегравання | Честер Сіті             | 1:0     | Ротергем Юнайтед        |
| 15 листопада              | Карнарвон Таун          | 1:0     | Стокпорт Каунті         |
| 15 листопада              | Бромсгроув Роверз       | 0:1     | Ньюпорт Каунті          |
| 15 листопада              | Бристоль Сіті           | 3:1     | ВС Регбі                |
| 15 листопада              | Борнмут                 | 7:2     | Фарем Таун              |
| 15 листопада              | Бішопс Стортфорд        | 1:1     | Колчестер Юнайтед       |
| 18 листопада Перегравання | Колчестер Юнайтед       | 2:0     | Бішопс Стортфорд        |
| 15 листопада              | Бат Сіті                | 3:2     | Айлесбері Юнайтед       |
| 15 листопада              | Олдершот                | 1:0     | Торкі Юнайтед           |
| 16 листопада              | Нортгемптон Таун        | 3:0     | Пітерборо Юнайтед       |
| 16 листопада              | Дарлінгтон              | 2:1     | Менсфілд Таун           |
| 3 грудня                  | Бристоль Роверз         | 0:0     | Брентфорд               |
| 6 грудня Перегравання     | Брентфорд               | 2:0     | Бристоль Роверз         |

## Другий раунд
До другого раунду увійшли переможці першого раунду. 
| Дата                   | Господарі         | Рахунок | Гості             |
| ---------------------- | ----------------- | ------- | ----------------- |
| 5 грудня               | Саутенд Юнайтед   | 4:4     | Нортгемптон Таун  |
| 10 грудня Перегравання | Нортгемптон Таун  | 3:2     | Саутенд Юнайтед   |
| 6 грудня               | Волсолл           | 5:0     | Порт Вейл         |
| 6 грудня               | Телфорд Юнайтед   | 1:0     | Олтрінгем         |
| 6 грудня               | Свіндон Таун      | 3:0     | Енфілд            |
| 6 грудня               | Свонсі Сіті       | 3:0     | Слау Таун         |
| 6 грудня               | Сканторп Юнайтед  | 1:0     | Ранкорн           |
| 6 грудня               | Рочдейл           | 1:4     | Рексем            |
| 6 грудня               | Джиллінгем        | 2:0     | Челмсфорд Сіті    |
| 6 грудня               | Фулгем            | 2:0     | Ньюпорт Каунті    |
| 6 грудня               | Дарлінгтон        | 0:5     | Віган Атлетік     |
| 6 грудня               | Чорлі             | 0:0     | Престон Норт-Енд  |
| 9 грудня Перегравання  | Престон Норт-Енд  | 5:0     | Чорлі             |
| 6 грудня               | Честер Сіті       | 3:1     | Донкастер Роверз  |
| 6 грудня               | Карнарвон Таун    | 0:0     | Йорк Сіті         |
| 9 грудня Перегравання  | Йорк Сіті         | 1:2     | Карнарвон Таун    |
| 6 грудня               | Бристоль Сіті     | 1:1     | Бат Сіті          |
| 9 грудня Перегравання  | Бат Сіті          | 0:3     | Бристоль Сіті     |
| 6 грудня               | Борнмут           | 0:1     | Лейтон Орієнт     |
| 6 грудня               | Болтон Вондерерз  | 2:0     | Транмер Роверз    |
| 6 грудня               | Олдершот          | 3:2     | Колчестер Юнайтед |
| 7 грудня               | Ноттс Каунті      | 0:1     | Мідлсбро          |
| 7 грудня               | Мейдстоун Юнайтед | 1:0     | Кембридж Юнайтед  |
| 9 грудня               | Кардіфф Сіті      | 2:0     | Брентфорд         |

## Третій раунд
| Дата                  | Господарі                | Рахунок | Гості                    |
| --------------------- | ------------------------ | ------- | ------------------------ |
| 10 січня              | Рексем                   | 1:2     | Честер Сіті              |
| 10 січня              | Вімблдон                 | 2:1     | Сандерленд               |
| 10 січня              | Вотфорд                  | 2:1     | Мейдстоун Юнайтед        |
| 10 січня              | Тоттенгем Готспур        | 3:2     | Сканторп Юнайтед         |
| 10 січня              | Свонсі Сіті              | 3:2     | Вест-Бромвіч Альбіон     |
| 10 січня              | Шеффілд Юнайтед          | 0:0     | Брайтон енд Гоув Альбіон |
| 21 січня Перегравання | Брайтон енд Гоув Альбіон | 1:2     | Шеффілд Юнайтед          |
| 10 січня              | Редінг                   | 1:3     | Арсенал                  |
| 10 січня              | Квінз Парк Рейнджерс     | 5:2     | Лестер Сіті              |
| 10 січня              | Портсмут                 | 2:0     | Блекберн Роверз          |
| 10 січня              | Олдем Атлетік            | 1:1     | Бредфорд Сіті            |
| 19 січня Перегравання | Бредфорд Сіті            | 5:1     | Олдем Атлетік            |
| 10 січня              | Норвіч Сіті              | 1:1     | Гаддерсфілд Таун         |
| 21 січня Перегравання | Гаддерсфілд Таун         | 2:4     | Норвіч Сіті              |
| 10 січня              | Міллволл                 | 0:0     | Кардіфф Сіті             |
| 20 січня Перегравання | Кардіфф Сіті             | 2:2     | Міллволл                 |
| 26 січня Перегравання | Кардіфф Сіті             | 1:0     | Міллволл                 |
| 10 січня              | Мідлсбро                 | 0:1     | Престон Норт-Енд         |
| 10 січня              | Манчестер Юнайтед        | 1:0     | Манчестер Сіті           |
| 10 січня              | Лейтон Орієнт            | 1:1     | Вест Гем Юнайтед         |
| 31 січня Перегравання | Вест Гем Юнайтед         | 4:1     | Лейтон Орієнт            |
| 10 січня              | Іпсвіч Таун              | 0:1     | Бірмінгем Сіті           |
| 10 січня              | Грімсбі Таун             | 1:1     | Сток Сіті                |
| 26 січня Перегравання | Сток Сіті                | 1:1     | Грімсбі Таун             |
| 28 січня Перегравання | Сток Сіті                | 6:0     | Грімсбі Таун             |
| 10 січня              | Фулгем                   | 0:1     | Свіндон Таун             |
| 10 січня              | Евертон                  | 2:1     | Саутгемптон              |
| 10 січня              | Ковентрі Сіті            | 3:0     | Болтон Вондерерз         |
| 10 січня              | Чарльтон Атлетік         | 1:2     | Волсолл                  |
| 10 січня              | Карнарвон Таун           | 0:0     | Барнслі                  |
| 26 січня Перегравання | Барнслі                  | 1:0     | Карнарвон Таун           |
| 10 січня              | Бристоль Сіті            | 1:1     | Плімут Аргайл            |
| 19 січня Перегравання | Плімут Аргайл            | 3:1     | Бристоль Сіті            |
| 10 січня              | Астон Вілла              | 2:2     | Челсі                    |
| 21 січня Перегравання | Челсі                    | 2:1     | Астон Вілла              |
| 10 січня              | Олдершот                 | 3:0     | Оксфорд Юнайтед          |
| 11 січня              | Телфорд Юнайтед          | 1:2     | Лідс Юнайтед             |
| 11 січня              | Лутон Таун               | 0:0     | Ліверпуль                |
| 26 січня Перегравання | Ліверпуль                | 0:0     | Лутон Таун               |
| 28 січня Перегравання | Лутон Таун               | 3:0     | Ліверпуль                |
| 11 січня              | Крістал Пелес            | 3:0     | Ноттінгем Форест         |
| 19 січня              | Віган Атлетік            | 2:1     | Джиллінгем               |
| 21 січня              | Ньюкасл Юнайтед          | 2:1     | Нортгемптон Таун         |
| 26 січня              | Шеффілд Венсдей          | 1:0     | Дербі Каунті             |
| 31 січня              | Шрусбері Таун            | 1:2     | Галл Сіті                |

## Четвертий раунд
У цьому раунді зіграли переможці попереднього етапу.
| Дата                  | Господарі            | Рахунок | Гості                |
| --------------------- | -------------------- | ------- | -------------------- |
| 31 січня              | Вімблдон             | 4:0     | Портсмут             |
| 31 січня              | Віган Атлетік        | 1:0     | Норвіч Сіті          |
| 31 січня              | Волсолл              | 1:0     | Бірмінгем Сіті       |
| 31 січня              | Тоттенгем Готспур    | 4:0     | Крістал Пелес        |
| 31 січня              | Сток Сіті            | 2:1     | Кардіфф Сіті         |
| 31 січня              | Ньюкасл Юнайтед      | 2:0     | Престон Норт-Енд     |
| 31 січня              | Манчестер Юнайтед    | 0:1     | Ковентрі Сіті        |
| 31 січня              | Лутон Таун           | 1:1     | Квінз Парк Рейнджерс |
| 4 лютого Перегравання | Квінз Парк Рейнджерс | 2:1     | Лутон Таун           |
| 31 січня              | Честер Сіті          | 1:1     | Шеффілд Венсдей      |
| 4 лютого Перегравання | Шеффілд Венсдей      | 3:1     | Честер Сіті          |
| 31 січня              | Бредфорд Сіті        | 0:1     | Евертон              |
| 31 січня              | Арсенал              | 6:1     | Плімут Аргайл        |
| 31 січня              | Олдершот             | 1:1     | Барнслі              |
| 3 лютого Перегравання | Барнслі              | 3:0     | Олдершот             |
| 1 лютого              | Вотфорд              | 1:0     | Челсі                |
| 3 лютого              | Свіндон Таун         | 1:2     | Лідс Юнайтед         |
| 3 лютого              | Свонсі Сіті          | 0:1     | Галл Сіті            |
| 9 лютого              | Вест Гем Юнайтед     | 4:0     | Шеффілд Юнайтед      |

## П'ятий раунд
На цьому етапі зіграли переможці попереднього раунду.
| Дата                   | Господарі         | Рахунок | Гості                |
| ---------------------- | ----------------- | ------- | -------------------- |
| 21 лютого              | Віган Атлетік     | 3:0     | Галл Сіті            |
| 21 лютого              | Волсолл           | 1:1     | Вотфорд              |
| 24 лютого Перегравання | Вотфорд           | 4:4     | Волсолл              |
| 2 березня Перегравання | Волсолл           | 0:1     | Вотфорд              |
| 21 лютого              | Тоттенгем Готспур | 1:0     | Ньюкасл Юнайтед      |
| 21 лютого              | Сток Сіті         | 0:1     | Ковентрі Сіті        |
| 21 лютого              | Шеффілд Венсдей   | 1:1     | Вест Гем Юнайтед     |
| 25 лютого Перегравання | Вест Гем Юнайтед  | 0:2     | Шеффілд Венсдей      |
| 21 лютого              | Лідс Юнайтед      | 2:1     | Квінз Парк Рейнджерс |
| 21 лютого              | Арсенал           | 2:0     | Барнслі              |
| 22 лютого              | Вімблдон          | 3:1     | Евертон              |

## Шостий раунд
На цьому етапі зіграли переможці попереднього раунду.
| Дата       | Господарі       | Рахунок | Гості             |
| ---------- | --------------- | ------- | ----------------- |
| 14 березня | Віган Атлетік   | 0:2     | Лідс Юнайтед      |
| 14 березня | Арсенал         | 1:3     | Вотфорд           |
| 14 березня | Шеффілд Венсдей | 1:3     | Ковентрі Сіті     |
| 15 березня | Вімблдон        | 0:2     | Тоттенгем Готспур |

## Півфінали
У півфіналах зіграли команди, що перемогли на попередньому етапі.
| Дата      | Господарі         | Рахунок | Гості        |
| --------- | ----------------- | ------- | ------------ |
| 11 квітня | Тоттенгем Готспур | 4:1     | Вотфорд      |
| 12 квітня | Ковентрі Сіті     | 2:1     | Лідс Юнайтед |

## Фінал
| 16 травня 1987 |

| «Ковентрі Сіті»                       | 3:2 дч   | «Тоттенгем Готспур»  |
| ------------------------------------- | -------- | -------------------- |
| Беннетт 9' Гучен 64' Меббатт 96' (аг) | Протокол | Аллен 2' Меббатт 40' |

| Вемблі, Лондон Глядачів: 98 000 Арбітр: Ніл Міджлі |